# 佐洛·哲尔吉
佐洛·哲尔吉（匈牙利語：Zala György，1969年1月19日—），匈牙利男子皮划艇运动员。他曾代表匈牙利参加1992年、1996年和2000年夏季奥林匹克运动会皮划艇比赛，共获得二枚铜牌。